# Annihilation Earth (película)
Annihilation Earth (titulado: La aniquilación de la Tierra o Código letal en España) es un telefilme estadounidense de acción, drama y ciencia ficción de 2009, dirigido por Nick Lyon, escrito por Rafael Jordan, musicalizado por Claude Foisy, en la fotografía estuvo Anton Bakarski y los protagonistas son Luke Goss, Marina Sirtis y Colin Salmon, entre otros. El largometraje fue realizado por BUFO y se estrenó el 12 de diciembre de 2009.

## Sinopsis
Dos científicos tienen que resguardar la integridad física del planeta, ya que unos terroristas dañaron gravemente un gran acelerador de partículas.